# Ruppertskopf
Der Ruppertskopf hat eine Gipfelhöhe von 413,6 m ü. NN und zählt auf der Südseite zur Flur von Wolfsburg-Unkeroda im Wartburgkreis in Thüringen, die Nordseite gehört zum Stadtgebiet von Eisenach.
Der Ruppertskopf befindet sich am Rennsteig, auf dem Kamm des westlichen Thüringer Waldes. An der Westflanke des Berges führt beim Grenzpunkt „Vachaer Stein“ die Bundesstraße 84 von Förtha als Nachfolger der mittelalterlichen „Frankfurter Straße“ über den Kamm des Gebirges nach Eisenach. An der Südseite des Berges verweisen zahlreiche Pingen und Halden auf den Altbergbau (moderner Schacht am Ortsrand Epichnellen), der seinen ersten Höhepunkt im 16. Jahrhundert erlebte. Auf der Nordseite des Ruppertskopfes befindet sich ein beliebter Aussichtspunkt mit Blick über das Georgental zur Wartburg. 